# Bust d'Eduard Toda

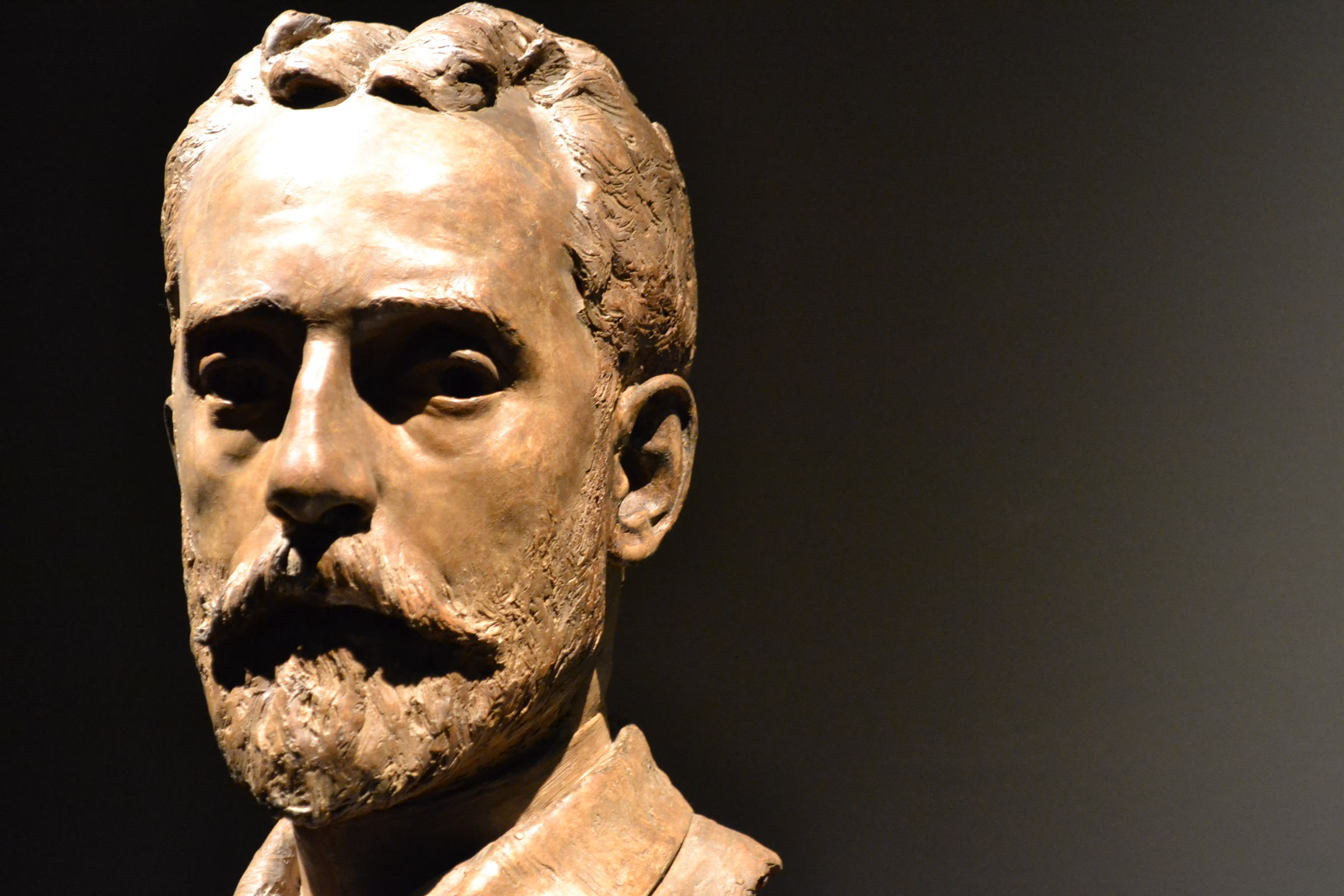
Bust d'Eduard Toda d'Agustí Querol i Subirats

Bust d'Eduard Toda és una escultura de terracota de 53 x 24,6 19,5 cm realitzada per Agustí Querol i Subirats cap a l'any 1885, la qual es troba a la Biblioteca Museu Víctor Balaguer.

## Context històric i artístic
Per bé que l'escultor tortosí Agustí Querol va ésser coetani dels principals escultors del modernisme i que algunes de les seues obres coincideixen estilísticament amb el simbolisme, en realitat fou un dels més típics representants de l'escultura anecdòtica i retòrica del segle xix. Després d'una estada de tres anys a Roma, Querol s'establí a Madrid el 1887, el mateix any que va aconseguir una primera medalla a l'Exposició Nacional de Belles Arts. A partir d'aleshores va tindre una relació intensa amb els cercles oficials de la capital espanyola gràcies a la protecció i el mecenatge que li brindà Antonio Cánovas del Castillo. A Madrid va ocupar el càrrec de director del Museo de Arte Moderno i muntà un taller que es convertí en una veritable factoria d'escultura monumental, ja que Querol va omplir Espanya i Llatinoamèrica de monuments hiperbòlics.

## Descripció
Aquest bust és un retrat del diplomàtic i escriptor Eduard Toda i Güell (Reus, 1855 - Poblet, 1941), gran amic de Víctor Balaguer, que el 1884 anà com a cònsol a Egipte, feu excavacions a Tebes i reuní una col·lecció d'objectes egipcis que actualment es troba repartida entre el Museu Arqueològic Nacional d'Espanya i la Biblioteca Museu Víctor Balaguer de Vilanova i la Geltrú. El bust s'aguanta damunt una base amb inscripcions egípcies gravades en baix relleu i que a la part posterior llueix la dedicatòria Al amich Toda / Record de A. Querol.